# Маунт Гилијад (Охајо)
Маунт Гилијад (енгл. Mount Gilead) град је у америчкој савезној држави Охајо.

## Демографија
По попису из 2010. године број становника је 3.660, што је 370 (11,2%) становника више него 2000. године.
| Група             | 2000.         | 2010.         |
| Белци             | 3.194 (97,1%) | 3.503 (95,7%) |
| Афроамериканци    | 35 (1,1%)     | 12 (0,3%)     |
| Азијати           | 8 (0,2%)      | 7 (0,2%)      |
| Хиспаноамериканци | 34 (1,0%)     | 69 (1,9%)     |
| Укупно            | 3.290         | 3.660         |